# Ctenoplectron dignum
Ctenoplectron dignum là một loài bọ cánh cứng trong họ Tetratomidae. Loài này được Broun miêu tả khoa học năm 1886.